# ニカイア攻囲戦 (1328年-1331年)
1328年から1331年までのニカイア攻囲戦（ニカイアこういせん、英: Siege of Nicaea）では、オスマン帝国のオルハン軍により東ローマ帝国のギリシャの主要都市が征服され、オスマン帝国の拡大において重要な役割を演じることになった。

## 背景
ラテン帝国からコンスタンティノープルを奪還してから、東ローマ帝国はギリシャ支配の回復に集中した。軍をアナトリアの東部前線からペロポネソス半島に移動させねばならず、悲惨なことに、ニカイア帝国が確保していたアナトリアの領土はオスマン帝国の攻撃にさらされていた。攻撃の頻度と凶暴性が増し、東ローマ帝国はアナトリアから撤退した。

## 攻囲戦
1326年頃には、ニカイア周辺の土地がオスマン1世の手に落ちていた。オスマン1世はさらにブルサを占領して、東ローマ帝国の首都コンスタンティノープルに危険なほど近い首都を設立した。1328年、オスマン1世の息子オルハンが、1301年から断続的に封鎖していたニカイアの包囲攻撃を開始した。オスマン帝国は湖畔の港から街へ行く手段を制御する能力が欠けていたために、決着がつかないまま数年も長引いた。
1329年、東ローマ皇帝アンドロニコス3世パレオロゴスは包囲を破ろうと試み、信頼する軍を率いてオスマン軍をニコメディアとニカイアの両方から撤退させた。しかし、数回ほど小さな成功があったものの、ペレカノンの戦いで逆転され撤退した。東ローマ軍が前線を立て直し、オスマン軍を撤退させられないと判明し、都市は1331年に陥落した。

## 遺産
ニカイアはテュルク人の王朝ルーム・セルジューク朝の手にあったが、1097年に東ローマ帝国の外交で第1回十字軍により奪還された。ニカイアは、ラテン帝国（1204年 - 1261年）の時代にはニカイア帝国の首都だった。オスマン帝国が陥落させた頃には、帝国で最も重要なアジアの都市だった。オスマン帝国の征服は急速に進み、ニコメディアは1337年に陥落した。ゆえに、いくつかの節目であるニカイア公会議を含む古代ギリシャ・ローマ世界におけるニカイアの長い歴史が不可逆的に終わった。